# Dapperstraat

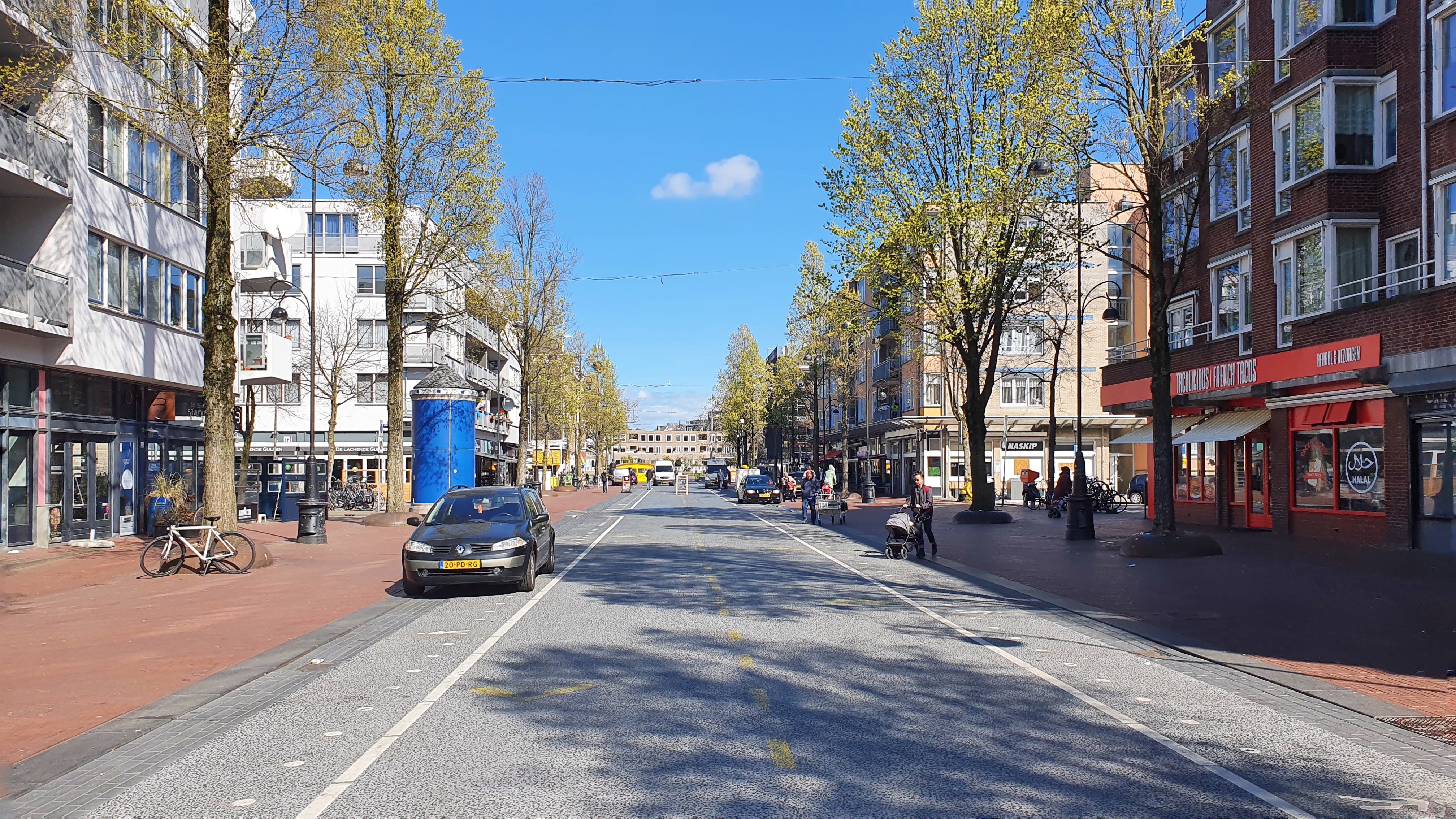
Dapperstraat

De Dapperstraat is de belangrijkste straat van de Dapperbuurt in stadsdeel Amsterdam-Oost. De straat is evenals het Dapperplein genoemd naar de Afrikadeskundige Olfert Dapper. 
De straat loopt van de Mauritskade naar de Domselaerstraat.  De straat kruist de Pieter Vlamingstraat, Von Zesenstraat, Commelinstraat, Wagenaarstraat, Eerste van Swindenstraat, Tweede van Swindenstraat, Pieter Nieuwlandstraat, Reinwardtstraat en Wijttenbachstraat. Bij de kruising met de Tweede van Swindenstraat is de straat aan beide kanten een stuk breder en heeft daar de naam Dapperplein.
De Albert Cuypstraat, de Dapperstraat, de Ten Katestraat en de Lindengracht werden in 1901 als 'ventstraat' aangewezen. Dit betekende dat er op straat vanaf vaste standplaatsen goederen konden worden verkocht aan het publiek. De straat is vooral bekend vanwege zijn markt, de Dappermarkt van maandag tot en met zaterdag. Na de Albert Cuypmarkt is dit de bekendste en drukste markt van Amsterdam.
Aan de Dapperstraat stond ook het gebouw waar de Reinwardt Academie (onderdeel van de Amsterdamse Hogeschool voor de Kunsten, AHK) in huisde tot 2015. Dit gebouw was tot de voltooiing in 1971 van het Maupoleum in gebruik als het Geografisch instituut en tot begin jaren 90 als het Fysisch geografisch en bodemkundig laboratorium van de Universiteit van Amsterdam

## Kunst

Domweg gelukkig in de Dapperstraat

- De straat heeft literaire bekendheid gekregen door het gedicht 'De Dapperstraat' van J.C. Bloem.[1] De tekst is op een woonblok aan de Dapperstraat/Commelinstraat aangebracht.
- Aan de gevel van huisnummer 7 hangt het kunstwerk Karel Appel was hier van Martijn Sandberg ter herinnering aan Karel Appel, die daar gewoond zou hebben; het gezin Appel woonde echter af en toe op nummer 17, een gebouw dat in het begin van de 21e eeuw gesloopt is.
- Aan het begin van de Dapperstraat aan de overkant van de Mauritskade staat het kunstwerk J.C. Bloem van Steffen Maas.
- Het voetgangersdeel van de straat is beklinkerd, waarbij uit sommige klinkers de tekst "Dapper" en bij andere "Markt" zijn gefreesd/gespaard.